# Der beste Mann der Stadt
Der beste Mann der Stadt ist eine US-amerikanische Filmkomödie aus dem Jahr 1948 von Leo McCarey mit Gary Cooper und Ann Sheridan in den Hauptrollen. Der Film wurde von Rainbow Productions produziert und von RKO Pictures in den Verleih gebracht.

## Handlung
Inspiriert von Reverend Daniels Sonntagspredigt über Wohltätigkeit und Güte bietet der zwanghafte Weltverbesserer Sam Clayton seinen Nachbarn, den Butlers, sein Auto für ihren eintägigen Urlaub an, nachdem ihr eigenes Auto eine Panne hat. Sams Freundlichkeit ärgert seine gutmütige Frau Lu, die mit einer Reihe sarkastischer Spitzen gegen die Geste protestiert. Lu protestiert auch gegen die anhaltende Anwesenheit ihres nichtsnutzigen Bruders Claude, eines ehemaligen Soldaten, der auf Sams Drängen hin seit sechs Monaten bei den Claytons lebt. Am Abend rufen die Butlers Lu an, um ihr mitzuteilen, dass sie das Auto für einen weiteren Tag behalten. Am nächsten Morgen muss Sam den Mechaniker Mr. Nelson dafür bezahlen, dass er das Auto der Butlers repariert hat. Sehr zu Lus Frustration lädt Sam die gesprächige Mrs. Nelson auch zum Frühstück ein und überredet sie, zuzustimmen, Gänsefett für Nelsons asthmatische Frau zuzubereiten. 
H. C. Borden, Sams Vorgesetzter, schimpft mit ihm, weil er zu viel Zeit damit verbringe, sich mit den Kunden des Kaufhauses, in dem Sam angestellt ist, zu unterhalten und nicht die Weihnachtsartikel anpreist. Sam weist Bordens Beschwerden zurück und tröstet Shirley Mae, eine junge Angestellte in der Musikabteilung, die schwer deprimiert ist, weil ihr verheirateter Liebhaber sie verlassen und obdachlos gemacht hat. Am Abend tauchen die Nelsons bei Sam zu Hause auf und laden sich selbst zum Abendessen ein. Während des Essens erwähnt Mrs. Nelson, eine Immobilienmaklerin, dass ein wunderbares Haus auf den Markt kommen könnte, und macht Lu neugierig auf die Möglichkeit, endlich ein eigenes Haus zu kaufen. Sam wird zu den Adams gerufen, einem jungen Paar, dem er Geld geliehen hat, als Mrs. Adams herausfand, dass sie schwanger war und eine Abtreibung in Erwägung zog. Die Adams erzählen Sam, dass sie ihm das Geld nur in kleinen Raten zurückzahlen können, obwohl die Tankstelle, die sie mit seinem Geld gekauft haben, jetzt ein Erfolg ist, weil sie in ein Haus für sich und ihr bald zur Welt kommendes Baby investiert haben. Obwohl Sam Verständnis hat, ist er wegen des Geldes frustriert und verkündet Lu, die nichts von dem Darlehen der Adams weiß, dass er endlich „mit den Leuten fertig“ sei. Er beginnt, die Butlers anzuprangern, ohne zu wissen, dass die Familie in seinem Wohnzimmer ist, nachdem er Lu erzählt hat, dass der kurzsichtige Mr. Butler mit Sams Auto einen Unfall hatte und von der Gegenpartei verklagt wird. Da das Auto außerdem auf Sam zugelassen ist und Mr. Butler seinen Job verloren hat, muss Sam für alle Schäden aufkommen. 
Nachdem Sam die Butlers rausgeworfen hat, schlägt Lu vor, dass sie auch Claude rauswerfen, und ist begeistert, als ihr Bruder anruft und verkündet, dass er nach Cincinnati geht, um dort Billard zu spielen. Bevor das Paar jedoch seine erste gemeinsame Nacht seit sechs Monaten genießen kann, wird es von ihrer Tochter Lulu unterbrochen, die eine Gutenachtgeschichte fordert. Gerade als Sam und Lu Lulu zum Schlafen bringen, kommt Claude zurück, der seine Meinung über Cincinnati geändert hat. Shirley Mae, die eine Überdosis Tabletten genommen hat, wird von einem Taxifahrer abgesetzt, der Sams Adresse in ihrer Tasche gefunden hat. Ratlos berät sich Lu mit Reverend Daniels und gesteht, dass ihre Ehe wegen Sams unverbesserlicher Güte in Schwierigkeiten steckt. Daniels verspricht, diskret mit Sam zu sprechen, doch am nächsten Tag berichtet ein verwirrter Sam Lu, dass die Ehe des Reverends ins Wanken gerät. Lus Stimmung hebt sich schließlich, als sie sich ihr Traumhaus ansieht und glaubt, dass ihr 5.000-Dollar-Notgroschen als Anzahlung verwendet werden kann. Als Sam verrät, dass er den Adams ihre Ersparnisse für das Haus geliehen hat, bricht Lu in Tränen aus. Mitten in ihrem darauffolgenden Streit kommt Reverend Daniels hinzu, um über einen Wohltätigkeitsbasar zu sprechen, für den Sam Lus Dienste freiwillig zur Verfügung gestellt hat. Lu nimmt an dem Basar teil und erzählt Sam hinterher, dass Borden ihr einen Job als Einkäuferin für das Geschäft in Europa angeboten hat. Während Sam und Lu über das Angebot streiten, hören sie, wie Claude auf der Veranda Shirley Mae umwirbt, woraufhin Lu die Verkäuferin  unmoralisch nennt. Eine niedergeschlagene Shirley Mae verlässt das Haus und zu Sams Überraschung tauchen die Adams mit einem Scheck über 6.000 Dollar auf, nachdem sie ihre Tankstelle mit riesigem Gewinn verkauft haben. Nachdem Sam Lu gesagt hat, dass er sich nie ändern wird, beginnt Lu, Reue zu empfinden, besonders nachdem sie erfährt, dass Claude, der einen Job an der neuen Tankstelle der Adams angenommen hat, Shirley Mae einen Heiratsantrag gemacht hat. Sam wird unterdessen mit der Leitung des Weihnachts-Wohltätigkeitsessens des Kaufhauses betraut und seines gesamten Geldes beraubt, nachdem er die Truthähne bereits mit einem Teil der Ersparnisse für das Haus bezahlt hat. Sam versucht, einen Bankkredit zu bekommen, wird jedoch aufgrund seiner instabilen Kredithistorie abgelehnt. Da er Lu, die bereits in das neue Haus eingezogen ist und ein Festessen vorbereitet, nicht gegenübertreten kann, sucht Sam Zuflucht in einer Bar. Während seine Familie nervös auf seine Rückkehr wartet, teilt der Bankangestellte, der Sam abgelehnt hat, Lu mit, dass er seine Meinung über den Kredit geändert hat. Gerade als Lu in Panik geraten will, wird der stark betrunkene Sam von einer Heilsarmee-Kapellr nach Hause begleitet und erfährt, dass er nicht nur den Kredit erhält, sondern auch zum Vizepräsident des Kaufhauses ernannt wurde. Eine erleichterte Lu umarmt liebevoll ihren betrunkenen Ehemann.

## Hintergrund
Gedreht wurde der Film vom 4. August bis Mitte Oktober 1947.
Ursprünglich wurde Jean Heather als zweite weibliche Hauptrolle des Films angekündigt. Im Juni 1947 ersetzte John B. Goodman William Flannery als Art Director des Films, damit Flannery die Arbeit dem Film Trauer muss Elektra tragen von Dudley Nichols beenden konnte. Leo McCareys Rainbow Productions lieh Ann Sheridan von Warner Bros. für den Film aus. 
McCarey setzte für eine Sequenz im Film eine 25-köpfige Highschool-Band ein, die aus verschiedenen Schulen in Los Angeles zusammengestellt wurde. Der technische Berater Rev. J. Herbert Smith war der Pastor der All Saints Episcopal Church in Beverly Hills. Die Kirche diente als Modell für das Kircheninnere des Films. Im April 1947 wurde bekannt gegeben, dass in Arizona und New Mexico nach Drehorten gesucht wurde. Es ist nicht bekannt, ob tatsächlich Szenen dort gedreht wurden. 
Im Januar 1948 drehte McCarey Berichten zufolge zwei zusätzliche Szenen für zwei verschiedene Enden, aus denen das Publikum in einer Vorschau das endgültige Ende auswählen sollte. Der Inhalt des zweiten Endes ist nicht bekannt. Gary Cooper wurde von der Produktion abgezogen, damit er am 23. Oktober 1947 als Zeuge vor dem Komitee für unamerikanische Umtriebe aussagen konnte. Während der Dreharbeiten unterzeichnete Cooper, dessen Karriere zu dieser Zeit ins Stocken geriet, einen Vertrag mit Warner Bros.
Jacques Mapes und Darrell Silvera waren für das Szenenbild zuständig, William Travilla für die Kostüme von Ann Sheridan. Verantwortliche Toningenieure waren John L. Cass und Clem Portman. Jesse Hibbs arbeitete als Regieassistent, John F. Warren als Kameraführer. 

## Veröffentlichung
Die Premiere des Films fand am 1. September 1948 statt. In Österreich kam er am 26. Juni 1950 in die Kinos.

## Kritiken
Der Filmkritiken-Aggregator Rotten Tomatoes hat in einer Auswertung von fünf Kritiken eine Zustimmungsrate von 60 Prozent errechnet. Das Publikumsergebnis hat sich bei 63 Prozent positiver Bewertungen eingependelt.
Bosley Crowther von der The New York Times sah in dem Film eine schelmische Art von Satire. Die Hauptgefahr dieses Films bestehe darin, dass die Leute ihn als edel gemeinte Hommage an den Typus des barmherzigen Samariters ernst nehmen. Und das sei verständlich, denn die Geschichte sei so klischeehaft, dass man sie nicht so leicht als regelrechte Travestie erkennen könne. Darüber hinaus sei es ganz offensichtlich, dass McCareys Schärfe ein wenig stumpf geworden ist, wenn es um den vollen satirischen Einschlag geht. Vielleicht war er sich tatsächlich nicht sicher, ob er mit seinem Ruf so scharf auf das Gute einschlagen sollte, wie er es gern getan hätte. Aber wenn der Zuschauer sich von Anfang an darüber im Klaren sei, dass der Held dieser komischen Geschichte überhaupt nicht als richtiges Beispiel angesehen werden solle, sondern in Wirklichkeit so etwas wie eine Parodie sei, dann werde man an den Possen sicherlich mehr Freude haben, als wenn man es nicht tue. Und wenn man zustimme, dass seine Güte eine Art Prüfung darstellt, wie sie es für seine Frau, für seinen Pastor und schließlich für ihn selbst ist, dann sei man auf dem richtigen Weg, um zu erkennen, worauf Herr McCarey hinaus wolle. Letztendlich sorge der Film für angenehme Unterhaltung und viele Lacher.
Die Variety bemängelte, dass die Hauptfigur, gespielt von Gary Cooper, aufgrund ihrer Trägheit und ihres zu offensichtlich vorsätzlichen Spiels in einem Film, der an sich ungewöhnlich lang sei, oft das Tempo des Films verlangsame.
Bob Thomas schrieb im Santa Cruz Sentinel, der Film biete viele gute Lacher und zweifellos werden ihn einige Leute amüsant und sogar philosophisch finden. Andere werden ihn episodisch, verwirrend und sogar peinlich finden.
Der Kritiker des TV Guide sah einen Film, der nicht zu den besten von Gary Cooper zählt. Der sonst so brillante Regisseur McCarey präsentiere eine unbeholfene Geschichte auf eine Weise, die ebenso unbeholfen und ungeschickt sei wie sein sympathischer, aber einfallsloser Held. Cooper wirke in dieser schlampigen Produktion nur verlegen und verwirrt und diene als Stichwortgeber für die Einzeiler von mittelmäßigen Charakterdarstellern. Nur Ann Sheridan liefere eine herausragende Leistung ab.